# Dorothea Schürch
Dorothea Schürch (Zürich, 1960) is een Zwitserse zangeres en componiste.

## Biografie
Schürch studeerde aan de Hochschule für Gestaltung und Kunst Zürich van 1981 tot 1985 en 1989/1990. Tijdens deze periode trad ze op in de Werkstatt für Improvisierte Musik in Zürich. Met Brigitte Schär und Magda Vogel formeerde ze het avantgardische a capella-trio Eisgesänge, dat bestond van 1989 tot 1993. Ze trad op met improvisatiemuzikanten als Hans Koch, Martin Schütz, John Butcher, Charlotte Hug, Thomas Lehn, Paul Lytton, Phil Minton, Zeena Parkins, John Russell, Roger Turner, Phil Wachsmann en Stephan Wittwer, maar ook met jazzmuzikanten als Han Bennink, Andrew Cyrille, Fred Hopkins, Diedre Murray, Jeanne Lee, Urs Leimgruber, Lauren Newton, William Parker en Fredy Studer. 
In 1997 formeerde ze met Ben Jeger en Christoph Gantert het trio Chanteurs à Voix. Met Daniel Mouthon leidde ze het Swiss Improvisers Orchestra. Zowel toegevoegde middelen (ze speelt ook zingende zaag en verzamelt zulke verschillende soorten), als ook haar kunstvormen zijn gevarieerd. Aangaande het toondichtersfeest in 2007 in Zürich gebruikte ze met Cornelia Cottiati en Jörg Köppl het openbare rioolsysteem van de stad als akoestisch lichaam (Organ II). In 2008 was ze betrokken bij de opvoeringen van Elfriede Jelineks Bambiland in de openbare ruimte van Wenen. 
Schürch interpreteerde ook werken van John Cage, Alvin Lucier en Dieter Schnebel en was betrokken bij projecten van het eigentijdse muziektheater (ook als regisseuse). Ze werkte verder samen met Markus Eichenberger, Butch Morris, Georg Gräwes Grubenklangorchester, het King Übü Orchestrü van Wolfgang Fuchs, het ensemble Opera Nova Zürich, met Jacques Demierre in Des Indes à la Planète Mars en le tout sur le tout en met Dog Breath Variations in de Verenigde Staten. Ze trad op tijdens internationale festivals als het Jazz Festival Willisau, Experimental Festival Kopenhagen, Canaille Frankfurt, Festival Jazz à Mulhouse, London Jazz Festival, Total Music Meeting, Wien Modern (met Salvatore Sciarrinos Lohengrin) en de Ars Electronica.

## Discografie
- Interni Pensieri (met Michel Seigner, Ernst Thoma; Intakt)
- Oscura Luminosa: in full armour (met Robert Dick, Petja Kaufman, Conrad Steinmann, Alfred Zimmerlin; Unit Records)
- Chanteurs à Voix: Navy Cut

- Gemeinsame Normdatei: 135276497
- MusicBrainz: a4d7721c-80e9-45b4-9892-7b996658ebf1
- SIKART: 10588948
- Virtual International Authority File: 80077087
- WorldCat: E39PBJy4gC3CjvTxy4gw4Tfg8C